# Idaea banghaasi
Idaea banghaasi är en fjärilsart som beskrevs av Louis Beethoven Prout 1934. Idaea banghaasi ingår i släktet Idaea och familjen mätare. Inga underarter finns listade i Catalogue of Life.